# Ruebin Walters
Ruebin Walters (né le 2 avril 1995 à Diego Martin) est un athlète trinidadien, spécialiste du 110 m haies.

## Carrière
Le 23 juin 2017, il porte son record personnel à 13 s 30 à Port-d’Espagne.
Il remporte la médaille d’argent lors des Jeux d'Amérique centrale et des Caraïbes de 2018.